# Коммунист (газета на армянском языке, Азербайджанская ССР)
«Коммунист» (арм. Կոմունիստ) — общественно-политическая газета на армянском языке, издававшаяся в Азербайджанской ССР. Была печатным органом ЦК КП Азербайджана.
Первый номер газеты вышел 18 мая 1920 года. В 1970-е годы выходила 6 раз в неделю тиражом 40 тыс. экземпляров. В связи с армяно-азербайджанским конфликтом издание газеты было прекращено.
Награждена орденом Трудового Красного Знамени (1970).